# Дробицький Яр
Дро́бицький Яр (інша назва — Травницька долина) — урочище поблизу Харкова, у східній частині села Затишшя, починається в місці перетину проспекту Героїв Харкова з Харківською кільцевою дорогою. Дробицький Яр відомий як місце масових розстрілів цивільного населення, що здійснювалися нацистськими окупаційними військами у 1941-1942.

## Історія

Яр на мапі 1783 року

У XVIII столітті у верхів'ях яру, на протилежному від Чугуївського тракту схилі, розташовувався неіснуючий нині хутір Дробицький Харківського повіту; позначений на мапі 1783 року.

### Друга світова війна
З наближенням фронту Харків безперервно бомбардували німецькі літаки і обстрілювала артилерія. Радянська влада і офіційна пропаганда до останнього дня запевняли, що місто не здадуть, а усякі сумніви у цьому — це дії «панікерів» і «диверсантів-провокаторів». Такі «запевнення» лише дезорієнтували людей. Для єврейського і циганського населення, яке не встигло евакуюватися і фактично було «здане» на поталу нацистам, це обернулося катастрофою.
Вермахт окупував Харків 24 жовтня 1941. Вже 5 грудня розпочався перепис населення міста, причому євреїв та циган вносили в окремі списки. 14 грудня військовий комендант Харкова генерал-лейтенант Альфред фон Путткамер видав наказ про переселення в дводенний термін всіх євреїв та циган, включаючи грудних дітей, до бараків на східній околиці міста в район ХТЗ. В цих бараках, які залишилися після будівництва заводу, було організовано гетто. Майже одразу почалися розстріли — приречених групами по 250—300 осіб гнали в Дробицький Яр. На дітей куль не витрачали, вкидали до котлованів живими. Вже на початку 1942 харківське гетто припинило своє існування. У яру також розстрілювали полонених червоноармійців і психічно хворих людей. Всього ж, за даними Державного архіву Харківської області, було розстріляно близько 16-20 тисяч осіб.
Уже у грудні 1943 — після першого визволення Харкова — розпочався процес над військовими злочинцями, який описали Ілля Еренбург і Олексій Толстой. Тоді з повідомлень «Радінформбюро» весь світ вперше дізнався про «газенвагени» — машини-душогубки і газ «Циклон Б».

## Пам'ять
Після війни трагедія Дробицького Яру почала забуватися. Майже потайки у 1960-1980-х громадські організації проводили дослідницьку роботу.
У 1988 при Харківському відділенні Українського фонду культури Євген Лисенко і Віктор Бойко заснували оргкомітет «Дробицький Яр», збирали листи від родичів загиблих і створювали картотеку Голокосту.
У 1991 оргкомітет ухвалив рішення «Про увічнення пам'яті жертв нацизму, похованих у Дробицькому Яру» й оголосив відкритий конкурс проектів меморіального комплексу. Перемогли співавтори — архітектор Олександр Лейбфрейд та художник-монументаліст В. Савенков.

### Меморіал
23 жовтня 1992 Харківська міськрада прийняла рішенням № 444 про будівництво меморіалу на місці трагедії.
У 1994 відбулося освячення будівництва. Його провели головний рабин Харкова і православний священик. Тоді звели фундамент під 20-метровий пам'ятник, але через нестачу коштів будівництво було фактично припинено з 1995. Ініціативу підтримала Всесоюзна рада єврейських громад, потім до будівництва долучилися різні організації: концерни «АВЕК» і «УПЕК», Завод імені В. О. Малишева й авіазавод, «Турбоатом», «Хартрон», підприємці, міжнародна організація «Джойнт», банки міста, що передавали кошти до благодійного фонду «Дробицький Яр». Керував будівництвом С. Іщенко, визнаний урядом Ізраїлю «Праведником народів світу».
У 2000 будівництво відновилося.
13 грудня 2002 відкрита перша черга меморіалу. Саме тоді зведено пам'ятний знак — менора, автодорога до меморіального комплексу, алея і пам'ятник-монумент. У церемонії відкриття брала участь посол Ізраїлю в Україні Анна Азарі, яка напередодні відзначила почесними званнями Праведників миру 12 українців, які допомогли євреям під час Другої світової війни. Більшість з них були нагороджені посмертно. 22 серпня 2005 на меморіалі жертвам нацизму відкрився траурний зал з Чашею скорботи, в якому на планшетах білого мармуру увічнені тисячі імен трагедії.
2016 року Меморіальний комплекс «Дробицький Яр» відповідно до наказу Міністерства культури України № 1162 від 06.12.2016 набув статусу пам'ятки історії та монументального мистецтва місцевого значення (охоронний № 2656-Ха)..
26 березня 2022 року меморіал був пошкоджений обстрілами російських військ, що вторглися в Україну.

## Дробицький яр у мистецтві
Трагедія Дробицького яру знайшла відображення у творчості поетів Євгена Євтушенка та Зиновія Вальшонка.

## Галерея

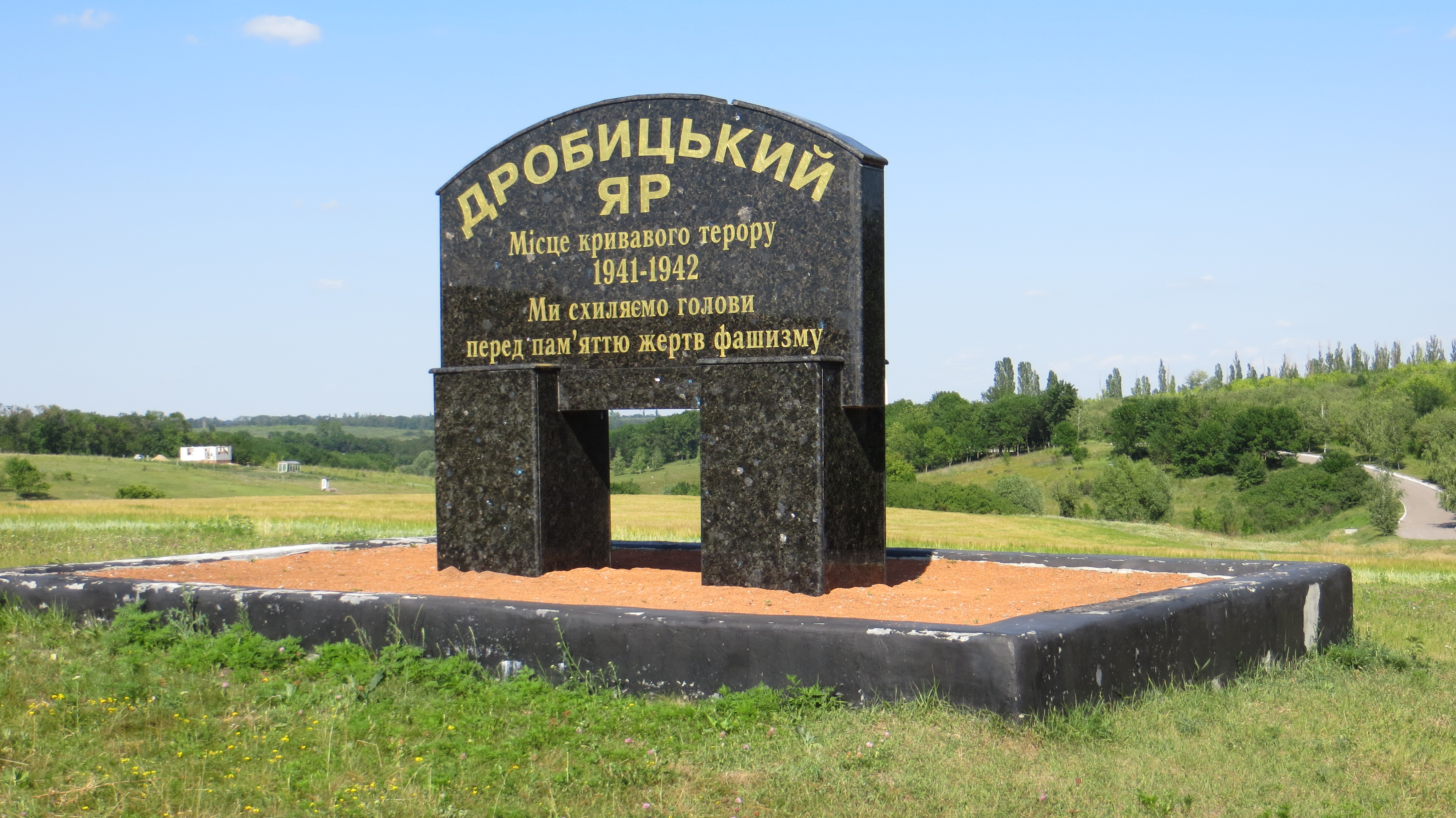
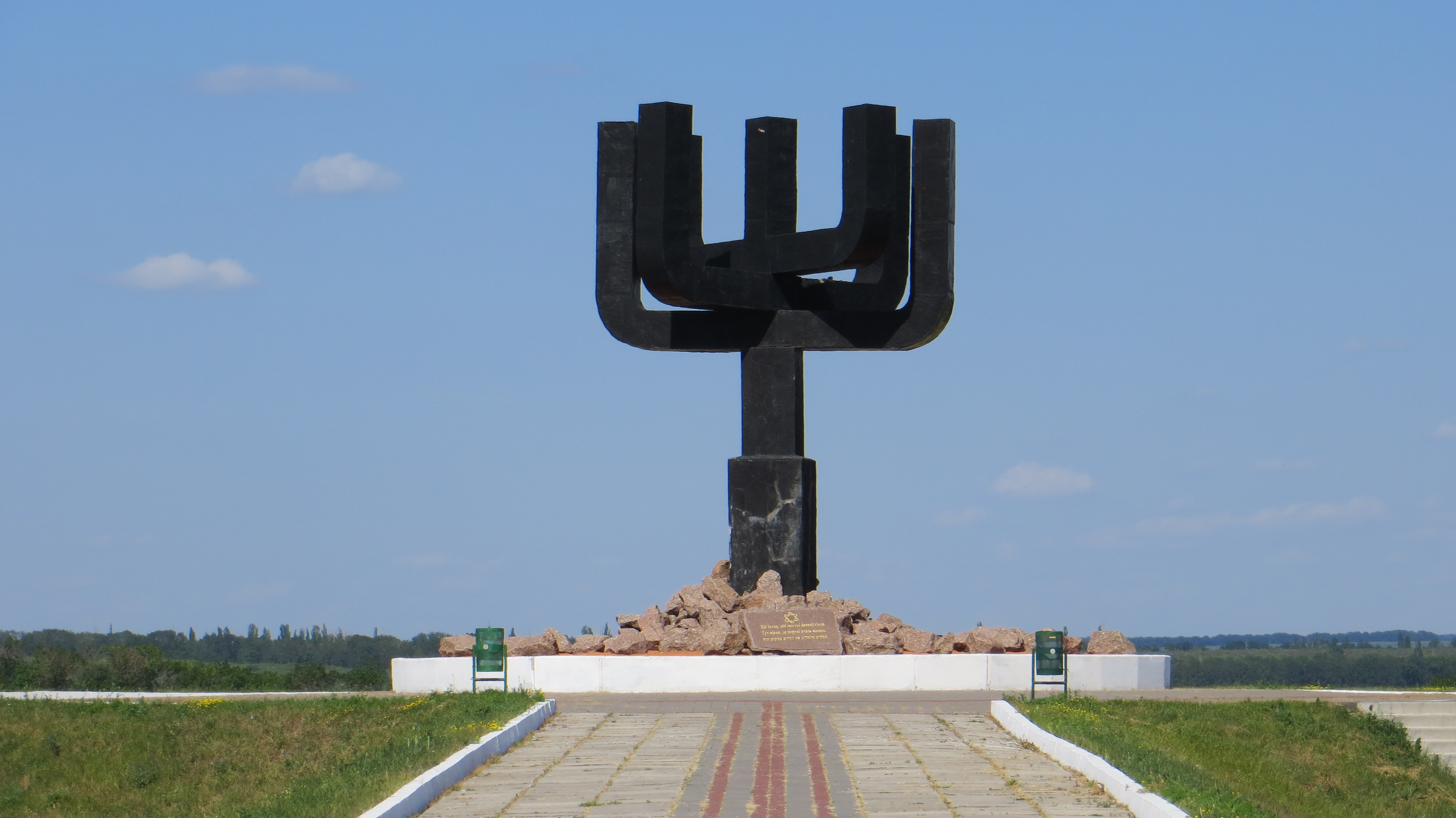
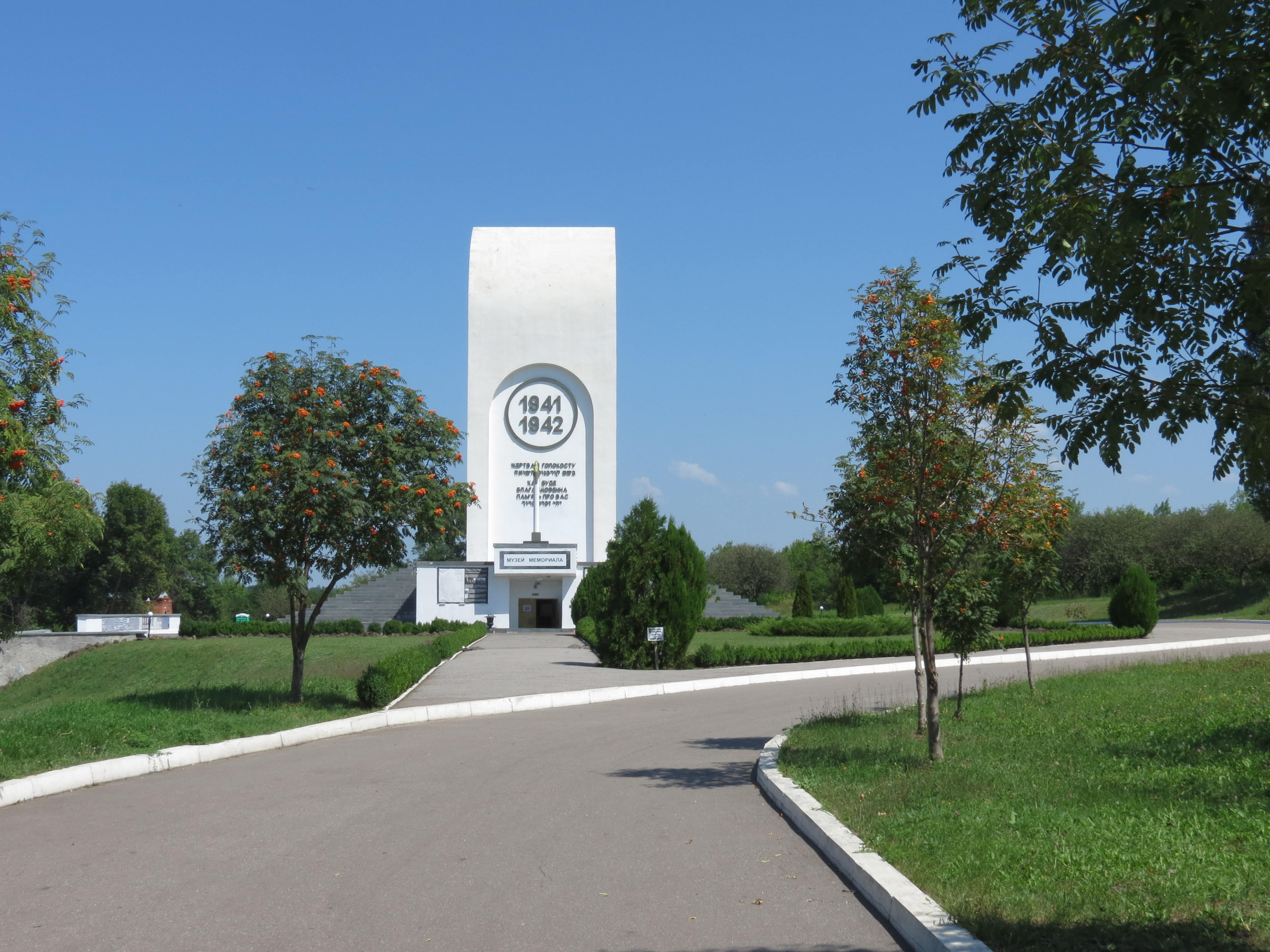
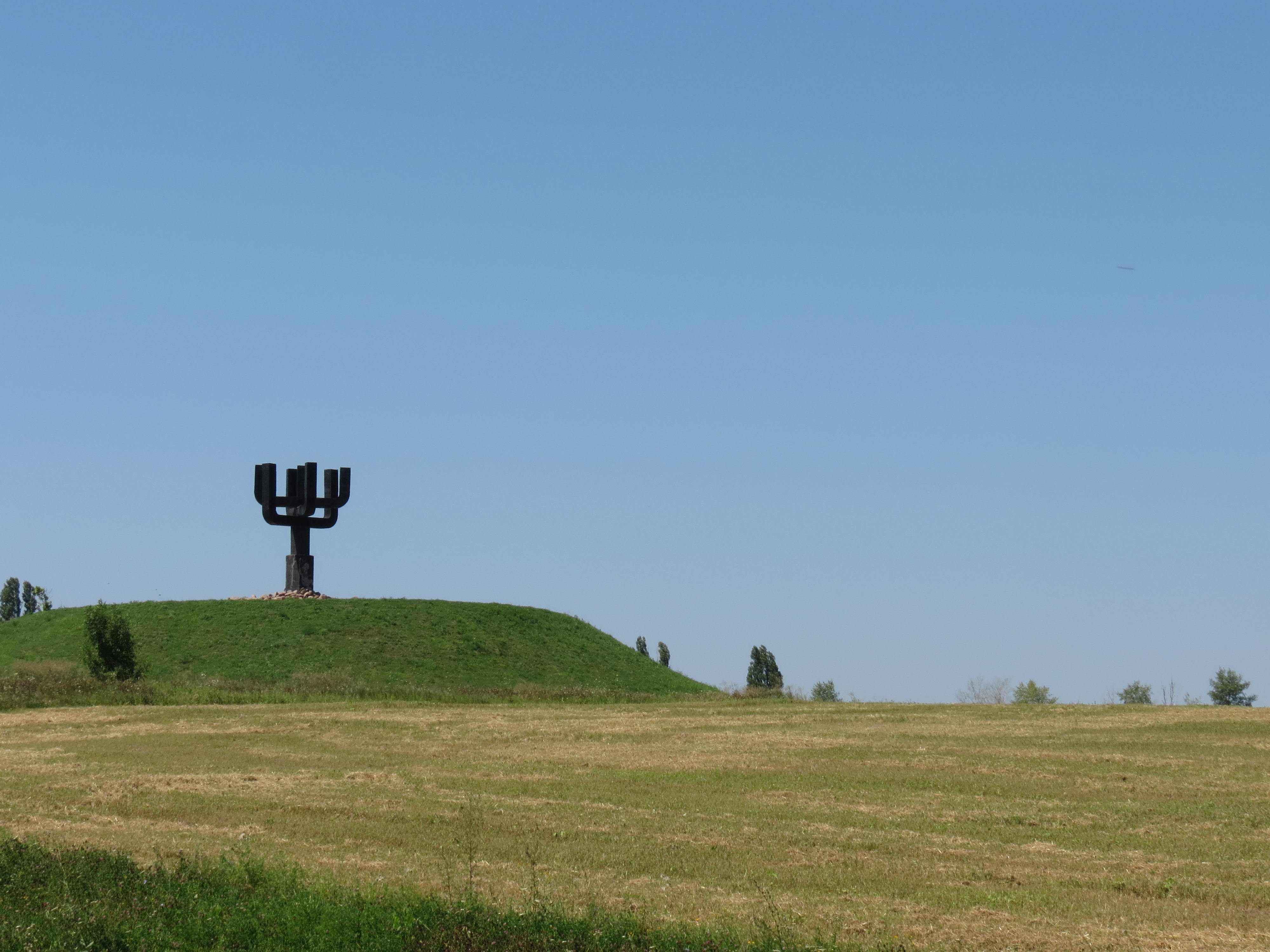
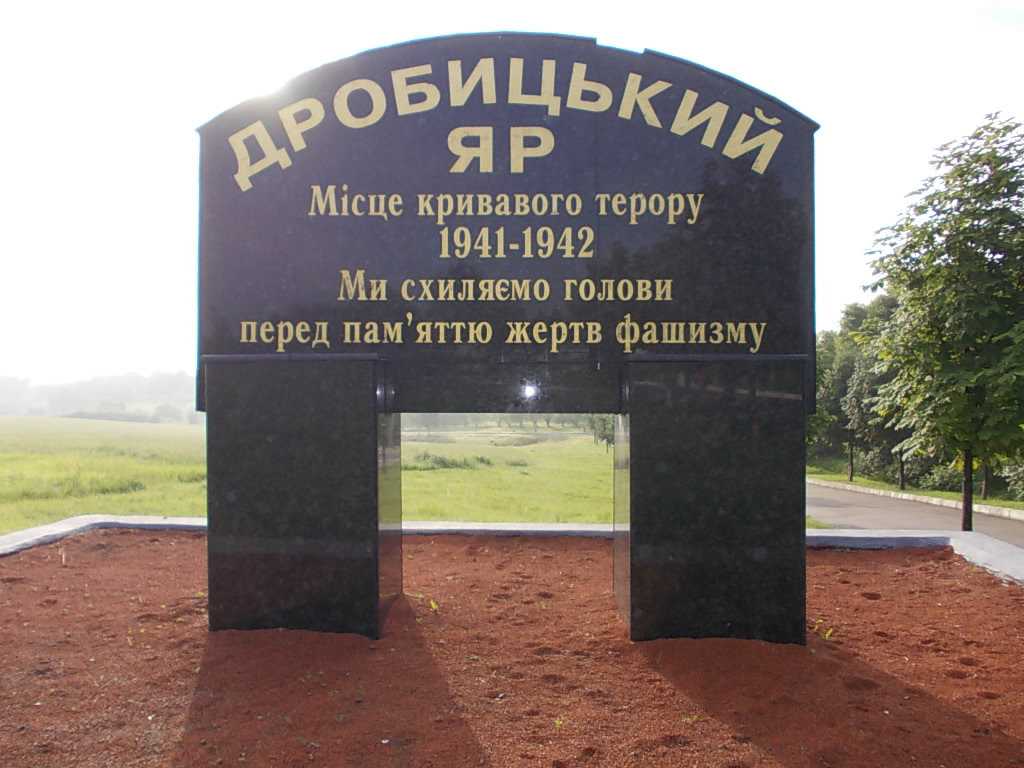
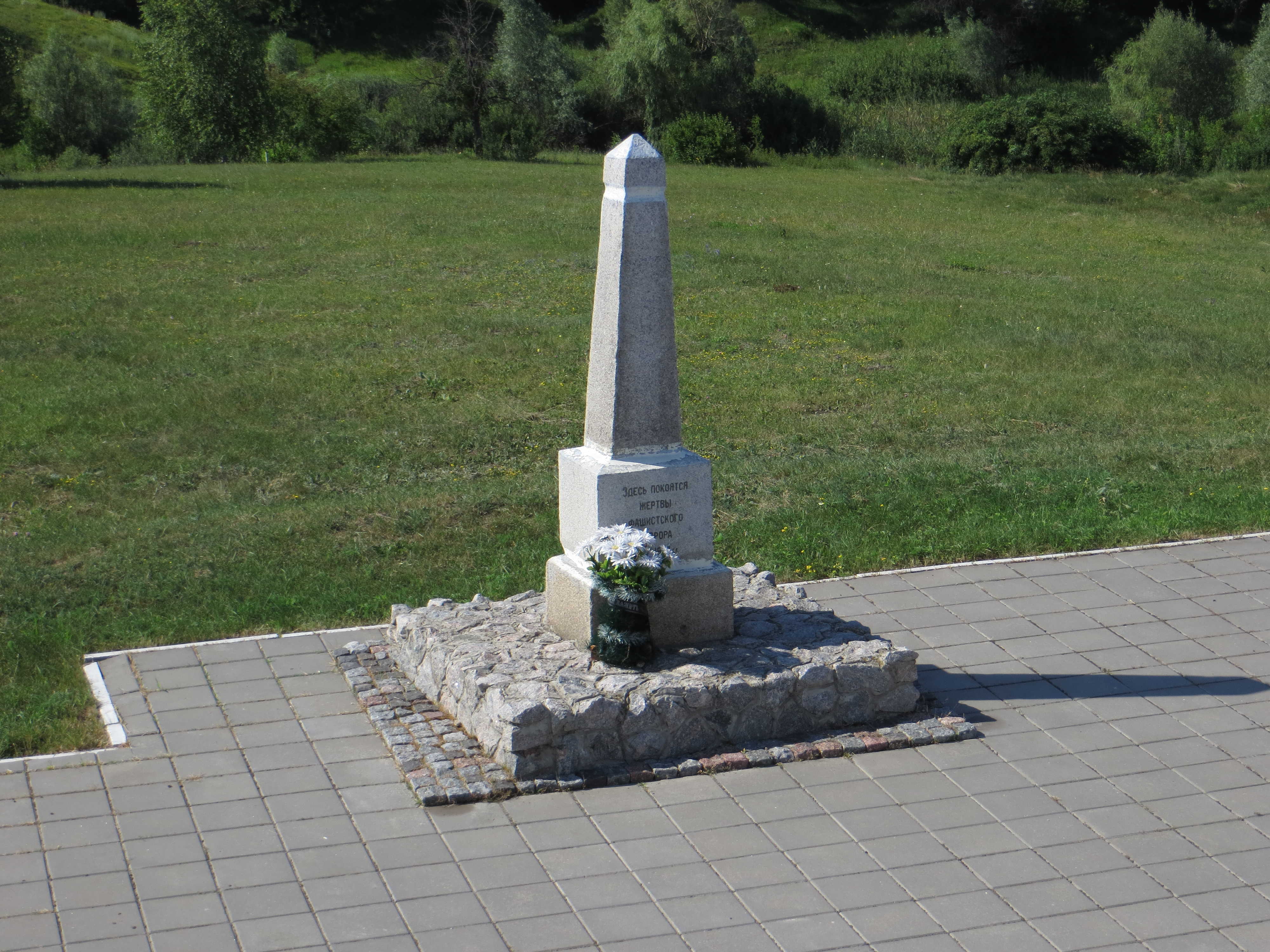
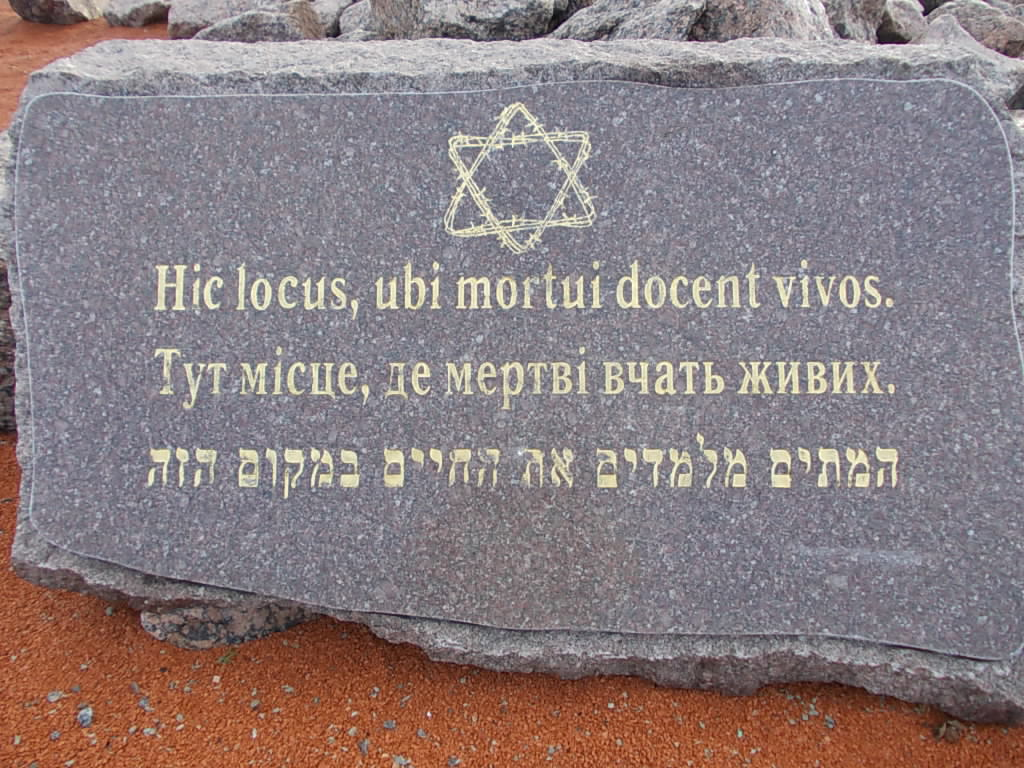